# Eric Hemmingsson
Eric Hemmingsson, född 19 december 1899 i Föllinge, Jämtlands län, död 13 maj 1977 i Östersund, var en svensk målare, tecknare och grafiker. 
Han utbildades i Berggrens och Larssons konstskola och målade ofta landskap, främst i akvarell. Han har även gjort en offentlig utsmyckning i form av en mosaik till Föllinge centralskola. Hemmingsson är representerad vid bland annat Jamtli i Östersund. Han är begraven på Norra begravningsplatsen i Östersund.